# Strijdkrachten van Luxemburg
De Strijdkrachten van Luxemburg, ook wel Lëtzebuerger Arméi of Armée luxembourgeoise genoemd, is het leger van het Groothertogdom Luxemburg.

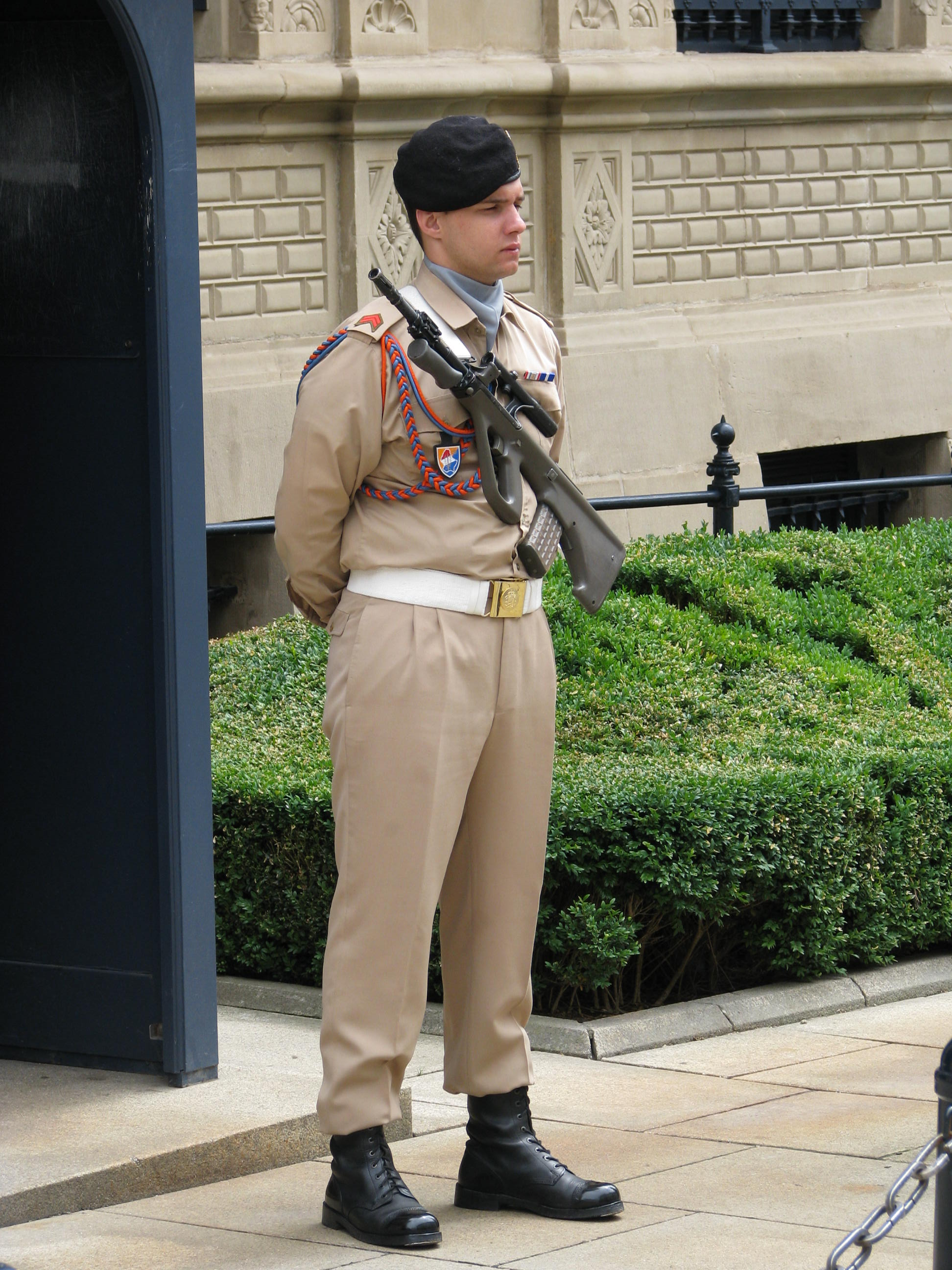
Wachter voor het groothertogelijk paleis van Luxemburg in 2009

Het telt zo'n 1.100 manschappen en is daarmee het kleinste leger binnen de NAVO.
Het leger van Luxemburg heeft een landmacht en sinds 2021 ook een luchtmacht, maar geen marine.

## Organisatie
De belangrijkste onderdelen van het leger van Luxemburg zijn vier compagnies die vallen onder het Centrum Militairé. Ze zijn ondergebracht in de kazerne "Caserne Grand-Duc Jean" in de stad Diekirch.
- Compagnie A is de eerste van de twee verkenningscompagnies.
- Compagnie B is de opleidingscompagnie, hier worden de soldaten opgeleid.
- Compagnie C is de staf- en verzorgingscompagnie, hier werken onder andere de chauffeurs en instructeurs.
- Compagnie D is de tweede van de twee verkenningscompagnies.

## Benelux-samenwerking
Op 24 maart 2016 werd een intentieverklaring getekend op de Nederlandse Defensie Academie in Breda om de bestaande samenwerking van het Military Center uit Diekirch met collega’s van de Belgische Medium Brigade en de Nederlandse 13 Lichte Brigade nog verder uit te breiden en nog nauwer samen te laten werken. De drie  partijen bundelen hun krachten onder meer op het gebied van oefeningen, training en onderwijs. Ook wisselen ze kennis uit over doctrines, tactische en technische procedures en "lessons learned" uit operaties. De eenheden werkten overigens al uitgebreid samen, maar dat is nu officieel vastgelegd en gestructureerd in de intentieverklaring. Het doel van het partnerschap is de militaire effectiviteit vergroten en, als dat kan, kosten besparen.
Hoewel Luxemburg oorspronkelijk alleen een landmacht bezat en geen luchtmacht, heeft Luxemburg wel een Airbus A400M transportvliegtuig aangeschaft; met de hulp van de Belgische Luchtcomponent van Defensie. Dit toestel is sinds oktober 2020 operationeel en gestationeerd op de militaire Vliegbasis Melsbroek (Zaventem). 
Op 28 juli 2016 maakte de Nederlandse Minister van defensie Jeanine Hennis-Plasschaert bekend, door middel van een brief aan de Tweede Kamer,  dat vanaf 2020 de twee bestaande Nederlandse KDC-10-tankvliegtuigen gefaseerd zullen worden vervangen door twee Airbus A330 MRTT tanker/transportvliegtuigen van de firma Airbus. Deze toestellen zullen gezamenlijk worden aangeschaft met Luxemburg. De nieuwe tankvliegtuigen zullen eigendom zijn van de NAVO en gestationeerd worden op de Vliegbasis Eindhoven.

## Materieel

### Voertuigen en vliegtuigen
| Type voertuig          | Aantal voertuigen                                                  |    |
| ---------------------- | ------------------------------------------------------------------ | -- |
| Humvee                 | 43                                                                 |    |
| ATF Dingo              | 48                                                                 |    |
| Jeep Wrangler          | 15                                                                 |    |
| Mercedes-Benz G-Klasse | ?                                                                  |    |
| MAN X 40               | ?                                                                  |    |
| Scania G 480           | 31                                                                 |    |
| Airbus A400M           | 1 (gestationeerd op Melsbroek, België)                             |    |
| Airbus A330 MRTT       | 2 (levering in 2020) (Samen met Nederland twee toestellen besteld) |    |
| Volkswagen Amarok      | ?                                                                  | 23 |

### Wapens
- Glock 17
- Steyr AUG
- Steyr AUG HBAR
- FN MAG
- M2 Browning
- M72 LAW
- BGM-71 TOW

### NAVO-eigendom
De NAVO heeft achttien E-3A AWACS toestellen onder de Luxemburgse vlag laten vliegen, dit omdat elk vliegtuig geregistreerd moet staan bij een bepaald land. Omdat er één toestel is neergestort zijn er daar nu nog maar zeventien van over. Ook heeft de NAVO twee Boeing 707-320C's onder de Luxemburgse vlag laten vliegen. Al deze negentien toestellen zijn gestationeerd op RAF Geilenkirchen.